# John Ayers
(en) Statistiques sur pro-football-reference
John Ayers  (né le 14 avril 1953 à Rocky Mount, Virginie - mort le 2 octobre 1995 à Canyon, Texas) est un joueur américain de football américain ayant évolué au poste d'offensive guard dans la National Football League (NFL) entre 1977 et 1987. Il remporte deux Super Bowls (XVI et XIX). Ayers est un acteur important lors du drive de 89 yards des 49ers de San Francisco qui s'est conclu par The Catch lors d'un match éliminatoire contre les Cowboys de Dallas.